# Albert Puig Ortoneda
Albert Puig i Ortoneda (Cambrils, Tarragona, España, 15 de abril de 1968) es un entrenador de fútbol español.

## Trayectoria
Albert nació en Cambrils y empezó su carrera en el mundo de los banquillo en el colegio Turo a la edad temprana de 16 años. Seguidamente trabajo en la Cantera del FC Cambrils y Escola de Futbol Veterans de Cambrils y la cantera del CF Reus Deportiu en el que estuvo desde 2001 a 2003.
En 2003 Albert Puig llegó a Barcelona para formar parte de la cantera del FC Barcelona, siendo entrenador de las categorías inferiores durante más de una década y donde llegó a ser coordinador- director del Futbol Formativo del FCB. En 2007 Recibe el Premio Nacional Infanta Elena y Ramon Llull, además de publicar el Libro "La Fuerza de un Sueño", traducido a cinco idiomas. Durante su época de director se ejecutan cambios profundos estructurales y de modernización dentro del Futbol Formativo del FCB y se destaca la incorporación de talentos como Ansu Fati, Nico González, Takefusa Kubo, Marc Cucurella, Dani Olmo, Abel Ruiz, Ricki Puig, Iñaki Peña, Carles Pérez, Juan Miranda, Munir, Robert Navarro, Illay Moriba, Adria Bernabe, Balde, Lamine Yamal.
Tras salir de la cantera del FC Barcelona en verano de 2014, durante la temporada 2014-15 fue director técnico de la Selección de fútbol de Gabón, encargándose de trabajar con las selecciones inferiores del país.
En abril de 2016 firma por lo que resta de temporada y dos más, como director externo de cantera del Córdoba CF. Albert desempeñaba su labor sin residencia en la ciudad y a través de la delegación en un equipo de trabajo formando tándem con Àlex Gómez Comes.
En verano de 2016, sería director técnico de los equipos élite desde sub-12 a sub-18 del De Anza Force Soccer Club californiano.
Durante las temporadas 2017-18 y 2018-19 sería el segundo entrenador de los New York City Football Club del técnico catalán Domènec Torrent Font. Al final de la temporada 2018-19 se anunció que tanto Torrent como su cuerpo técnico no seguirían en el club neoyorquino.
En noviembre de 2019, el Albirex Niigata de la J2 League japonés anunció el fichaje de Albert como entrenador del primer equipo. La temporada 2021, Albirex consigue estar muchas jornadas como líder de la clasificación, y realizando récords históricos entre del club. Acaba la temporada en una meritoria sexta plaza, que en tiempos de no covid hubiera dado acceso a Play Off de ascenso. 
El 10 de diciembre de 2021, Albert Puig firma como entrenador del Football Club Tokyo de la J1 League para la temporada 2022. El 14 de junio de 2023, sería destituido como técnico del conjunto nipón.

## Clubes

### Como entrenador
| Club                                                                    | País           | Año         |
| ----------------------------------------------------------------------- | -------------- | ----------- |
| CF Reus Deportiu (Categorías interiores)                                | España         | 2001 - 2003 |
| FC Barcelona (Categorías interiores y Director de la Escuela de Fútbol) | España         | 2005 - 2014 |
| Selección de fútbol de Gabón (Director técnico)                         | Gabón          | 2014 - 2015 |
| Córdoba CF (Director de la cantera)                                     | España         | 2016 - 2017 |
| De Anza Force Soccer Club (Director de la cantera)                      | Estados Unidos | 2016        |
| New York City Football Club (segundo entrenador)                        | Estados Unidos | 2017 - 2019 |
| Albirex Niigata                                                         | Japón          | 2019- 2021  |
| FC Tokyo                                                                | Japón          | 2022 - 2023 |